# Dire Tladi

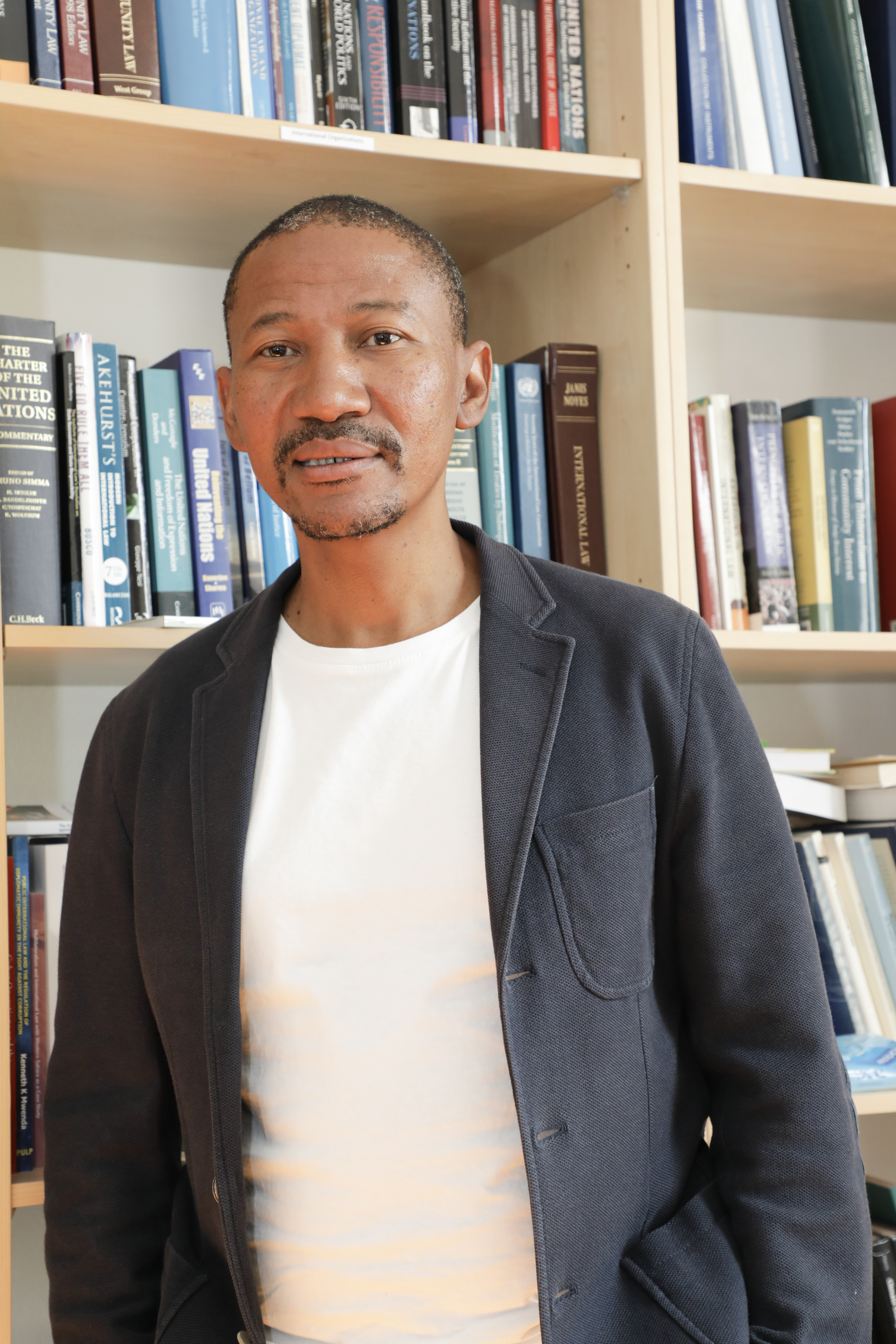
Dire Tladi, 2023

Dire David Tladi (* 20. April 1975 in Ga-Rankuwa) ist ein südafrikanischer Jurist und seit 2024 Richter am Internationalen Gerichtshof in Den Haag.

## Leben
Tladi erwarb seinen Bachelor of Laws und seinen Bachelor of Civil Law cum laude an der Universität Pretoria. Seinen Master of Laws machte er an der University of Connecticut und seinen Doktortitel in Völkerrecht an der Erasmus-Universität Rotterdam in den Niederlanden.
Er begann seine berufliche Laufbahn als Berater für Völkerrecht im südafrikanischen Außenministerium.
Dire Tladi ist Professor für Völkerrecht an der Fakultät für Öffentliches Recht und am Institut für internationales und vergleichendes Recht in Afrika der Universität Pretoria. Zudem ist er außerordentlicher Professor an der Fakultät für Öffentliches Recht der Universität Stellenbosch. 
Von 2012 bis 2022 war Dire Tladi Mitglied der Völkerrechtskommission und übernahm dort verschiedene Positionen, darunter den Vorsitz im Jahr 2022, den ersten stellvertretenden Vorsitz im Jahr 2021 sowie den Vorsitz des Redaktionsausschusses im Jahr 2013. Tladi war zudem von 2013 bis 2018 Mitherausgeber des South African Yearbook of International Law und seit 2019 Präsident der südafrikanischen Sektion der International Law Association. 2017 wurde er Mitglied des Institut de Droit International.
Tladi war auch als Rechtsexperte in den trilateralen Verhandlungen zwischen Ägypten, Äthiopien und Sudan über die Grand-Ethiopian-Renaissance-Talsperre tätig und vertrat die Afrikanische Union im Berufungsverfahren von Jordanien gegen eine Entscheidung des Internationalen Strafgerichtshofs, die Jordanien für die Nichtfestnahme und Nichtauslieferung des sudanesischen Präsidenten Umar al-Baschir verantwortlich machte, als dieser an einem Gipfeltreffen der Arabischen Liga in Jordanien teilnahm. im Jahr 2018. Als Völkerrechtsexperte war er auch in den Fall Swissbourgh Diamond Mines gegen Lesotho sowie bei der Vermittlung zu Grenzstreitigkeiten im Malawisee zwischen Malawi und Tansania involviert.
Seit dem 6. Februar 2024 ist Tladi Richter am Internationalen Gerichtshof. Er folgte auf Mohamed Bennouna.

## Publikationen
Dire Tladi hat über 50 wissenschaftliche Artikel veröffentlicht und ist Autor mehrerer Bücher. Tladi hat auch einen Roman veröffentlicht: Blood in the Sand of Justice, der eine fiktive Geschichte über die Ermordung des Chefanklägers des Internationalen Strafgerichtshofs erzählt.